# Автомагістраль А40 (Франція)
Автомагістраль A40 — автомагістраль у Франції, що прямує від Макона на заході до Сен-Жерве-ле-Бен на сході, закінчуючись неподалік від Шамоні та тунелю Монблан. Протяжність дороги 208 кілометрів через Брессе, високі південні гори Юра, північні Передальпи та Французькі Альпи. Вона була повністю завершена в 1990 році та має 12 віадуків і 3 тунелі. Дорога обслуговується Autoroutes Париж-Рін-Рона (APRR і ATMB), що є частиною європейських маршрутів E25 і E62.

## Номенклатура

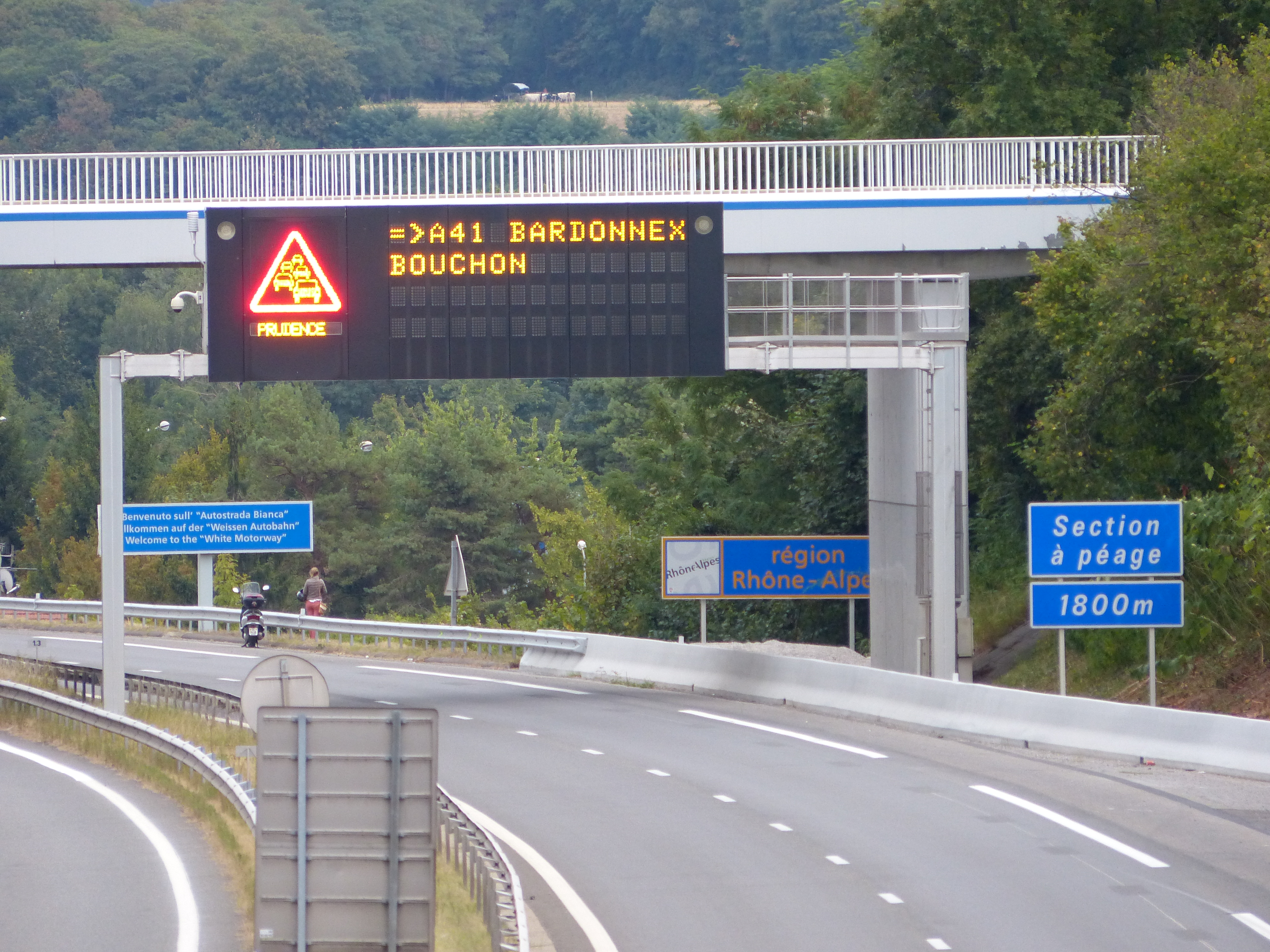
Тримовний знак: «Ласкаво просимо на «Білу автомагістраль ' у регіоні Рона-Альпи

Автомагістраль A40 називається Autoroute des Titans («Шосе Титанів») за вражаючу інженерну конструкцію через гірські ділянки між Бург-ан-Бресс і Бельгард-сюр-Вальсерін, а також як Autoroute Blanche («Біла автострада») через засніжені Юра та Альпи між Бельгард-сюр-Вальсерін і Аннемас на кордоні зі Швейцарією.

## Характеристика

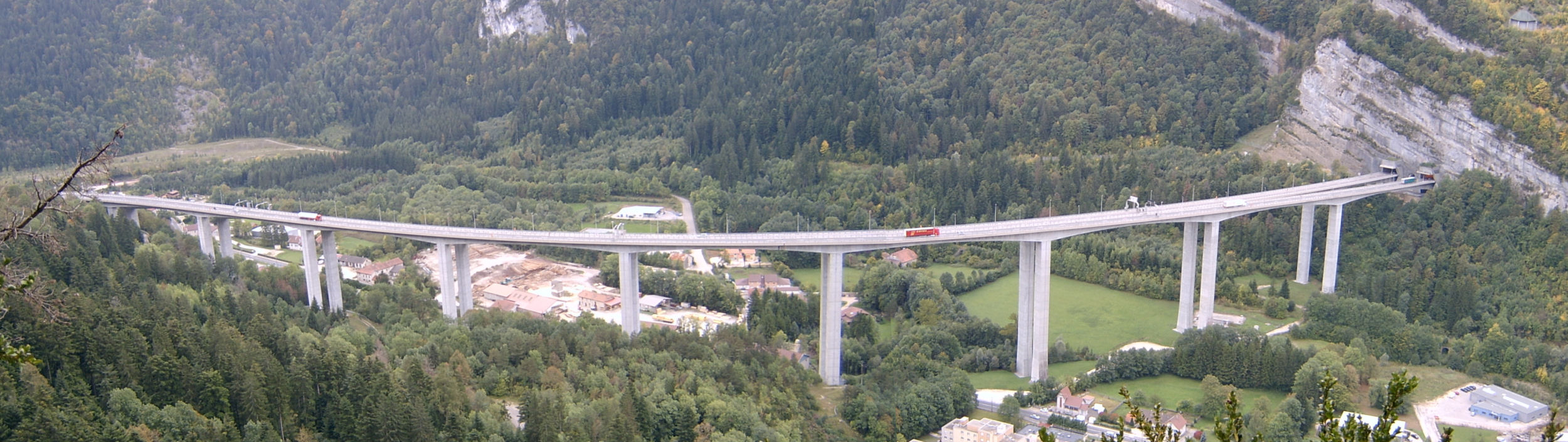
Віадук Нантюа на "Шосе Титанів" автотраси A40

Автотраса складається з двох смуг для кожного напрямку руху, за винятком між її перехрестями з A42 і A39 (21 км), де з кожного боку по три смуги.